# Rhithrogena unica
Rhithrogena unica is een haft uit de familie Heptageniidae. De wetenschappelijke naam van de soort is voor het eerst geldig gepubliceerd in 2004 door Zhou & Peters.
De soort komt voor in het Palearctisch gebied.